# ليون بيانكي
ليون بيانكي (بالبولندية: Leon Bianchi)‏ (و. 1896 – 1944 م) هو ضابط، من بولندا، ولد في كراكوف، توفي عن عمر يناهز 48 عاماً.